# Montmeyran
Montmeyran település Franciaországban, Drôme megyében. Lakosainak száma 2964 fő (2022. január 1.). Montmeyran La Baume-Cornillane, Beaumont-lès-Valence, Étoile-sur-Rhône, Montéléger, Montoison, Montvendre, Ourches és Upie községekkel határos.

## Népesség
A település népességének változása:
| Lakosok száma | 1433 | 2008 | 2360 | 2762 | 2872 | 2866 | 2916 | 2942 | 2955 | 2964 |
|               | 1968 | 1982 | 1990 | 2006 | 2013 | 2015 | 2017 | 2019 | 2020 | 2022 |